# Gilles Grimandi
Gilles Grimandi (Gap, 11 novembre 1970) è un ex calciatore francese, di ruolo difensore o centrocampista.

## Carriera
Francese di origini emiliane, nel corso della sua carriera Grimandi ha giocato soprattutto per il Monaco e per l'Arsenal.
È stato uno dei fedelissimi di Wenger, che l'ha allenato per buona parte della sua carriera nel Principato ed a Londra.

## Palmarès

### Club

#### Competizioni nazionali
- Coppa di Francia: 1

Monaco: 1990-1991
- Campionato francese: 1

Monaco: 1996-1997
- Supercoppa francese: 1

Monaco: 1997
- Community Shield: 2

Arsenal: 1998, 1999
- Campionato inglese: 2

Arsenal: 1997-1998, 2001-2002
- Coppa d'Inghilterra: 2

Arsenal: 1997-1998, 2001-2002